# Javier Pértile
Pas d'image ? Cliquez ici

a Compétitions nationales et continentales officielles uniquement.

b Matchs officiels uniquement.
Dernière mise à jour le 27 juin 2025.
Javier Pértile, né le 26 octobre 1968 à General San Martín (Argentine), est un joueur de rugby à XV d'origine argentine. Il joue au poste d'arrière

## Biographie
Javier Pértile honore sa première cape internationale en équipe d'Italie le 14 mai 1994 contre l'équipe de Roumanie. Il participe à la victoire historique (40-32) contre l'équipe de France à Grenoble le 22 mars 1997.
Blessé lors des matchs de préparation à la Coupe du monde 1999, il n'a pu y participer. Il est ensuite retourné jouer en Argentine.

## Palmarès
- Vainqueur du Trophée européen FIRA en 1995-1997

## Statistiques en équipe nationale
- 17 sélections en équipe d'Italie de 1994 à 1999
- 1 essai (5 points)